# 大迫バイパス
大迫バイパス（おおはさまバイパス）は、岩手県花巻市を通る国道396号のバイパス道路である。

## 概要
花巻市・旧大迫町域中心部における混雑緩和のため1984年に片側1車線で開通。旧道は北半分が県道43号に、南半分は市道にそれぞれ格下げされている。
途中で県道43号と立体交差しているが直接は接続していない。

### 路線データ
- 起点：花巻市大迫町外川目字栗の木
- 終点：花巻市大迫町大迫（岩手県道43号盛岡大迫東和線交点）